# 和安县 (新疆维吾尔自治区)
和安县（維吾爾語：خېئەن ناھىيىسى‎，拉丁维文：Xë'en Nahiyisi）是中华人民共和国新疆维吾尔自治区和田地区下辖的一个县，于2024年成立，原为和田县的一部分。县人民政府驻红柳镇，2025年6月新设立甜水海镇。和安县位于新疆西南部喀喇昆仑山脉内，与克什米尔地区接壤，且部分地区在中印争议领土阿克赛钦的范围内。

## 历史
2024年12月27日，新疆维吾尔自治区人民政府公告，经中共中央、国务院批准，设立和安县。